# Ryosuke Shirai
Ryosuke Shirai (japanisch 白井 亮丞 Shirai Ryosuke; * 17. Mai 2005 in Machida, Präfektur Tokio) ist ein japanischer Fußballspieler.

## Karriere
Ryosuke Shirai erlernte das Fußballspielen in der Jugendmannschaft des Zweitligisten Tokyo Verdy. Als Jugendspieler kam er 2023 einmal in der zweiten Liga zum Einsatz. Im Heimspiel gegen Mito Hollyhock am 29. Juli 2023 (28. Spieltag) wurde er in der 82. Minute für Goki Yamada eingewechselt. Das Spiel endete 0:0.  Am Ende der Saison 2023 wurde er mit Verdy Tabellendritter. In den Aufstiegsspielen konnte man sich durchsetzen und stieg in die erste Liga auf.